# Boban Marjanović
Boban Marjanović (serbisch-kyrillisch Бобан Марјановић; * 15. August 1988 in Zaječar, SR Serbien, SFR Jugoslawien) ist ein serbischer Basketballspieler, der bei den Zhejiang Lions unter Vertrag steht.
Der Junioren-Weltmeister von 2007 spielte bereits zwischen 2010 und 2012 im Ausland in Russland und Litauen, bevor er danach seinen endgültigen Durchbruch in seiner Heimat schaffte. Als MVP 2013 der serbischen Liga wechselte er zu Roter Stern Belgrad, mit dem er die nationale Meisterschaft und die grenzübergreifende Adriatischen Basketballliga (ABA-Liga) 2015 gewann. Neben weiteren Auszeichnungen als MVP in Serbien wurde er 2015 auch unter die fünf besten Spieler der ABA-Liga sowie des höchstrangigen europäischen Vereinswettbewerb EuroLeague gewählt. 
In der nordamerikanischen NBA, in der der Center zwischen 2015 und 2024 aktiv war, wurde er trotz meist geringer Einsatzzeit zum Publikumsliebling.

## Karriere

### Anfänge
Nachdem Marjanović in seiner Jugend in Boljevac Basketball gespielt hatte, wechselte er 2002 mit 14 Jahren in die Nachwuchsabteilung des damaligen serbischen Spitzenklubs KK Hemofarm Vršac an der südöstlichen Grenze der Vojvodina. Bei der U18-Europameisterschaft 2006 stand er erstmals im Endrundenkader der serbisch-montenegrinischen Jugendauswahlmannschaft, die jedoch in Griechenland auf dem fünften Platz die Titelverteidigung im Wettbewerb dieser Altersklasse verpasste, und kam zunächst nur auf einzelne Einsätze, bis er im folgenden Jahr fester Bestandteil des Auswahlkaders war. 2007 fand die U19-Basketball-Weltmeisterschaft in Novi Sad statt, als die serbische Juniorenauswahl nach der Trennung von Montenegro ohne Vladimir Dašić, ihren besten Korbschützen bei der U18-EM-Endrunde ein Jahr zuvor, antreten musste. Trotzdem erreichte die serbische Auswahl bei ihrem Heimturnier auch dank der Unterstützung jüngerer Spieler wie Milan Mačvan, dem späteren Turnier-MVP, den Einzug ins Endspiel gegen die zuvor unbesiegte Auswahl der Vereinigten Staaten, die man mit 74:69 bezwang und wie 1987 den Titel nach Belgrad holte. Die serbische Auswahl hatte in der Vorrunde mit 78:82 noch ihre einzige Turnierniederlage gegen die US-Amerikaner erlitten, die mit mehreren späteren NBA-Profis wie Michael Beasley, Patrick Beverley, Stephen Curry, Jonny Flynn, Donté Greene und DeAndre Jordan angetreten war. Bei der U20-Basketball-Europameisterschaft 2008 verteidigte die serbische Juniorenauswahl den Titel dieser Altersklasse. Bei der anschließenden erfolgreichen EM-Qualifikation im Spätsommer 2008 debütierte Marjanović auch in der serbischen Herrenauswahl.
Mačvan war bereits 2007 ebenfalls zum KK Hemofarm gewechselt, bei dem mit Stefan Marković ein weiterer Junioren-Weltmeister spielte. Gemeinsam erreichte man in dieser Vereinsmannschaft 2008 sowohl das Finale des serbischen Pokalwettbewerbs, der supranationalen ABA-Liga 2007/08 als auch der Play-off-Finalserie der serbischen Liga KLS, die allesamt gegen KK Partizan Belgrad aus der serbischen Hauptstadt verloren gingen. Die Finalserie der Meisterschaft erreichte man 2010 ein weiteres Mal, als man erneut gegen Serienmeister Partizan verlor. Marjanović sammelte nicht nur in der ABA-Liga internationale Erfahrungen, sondern auch im europäischen Vereinswettbewerb Eurocup. Nachdem Hemofarm 2008 noch im Achtelfinale am späteren Finalisten Akasvayu Girona gescheitert war, zog man 2009 im Eurocup in das Finalturnier in Turin ein, bei dem man im Halbfinale dem späteren Titelgewinner Lietuvos rytas Vilnius unterlag. Im folgenden Wettbewerb schied man jedoch nach nur einem Sieg in sechs Spielen bereits nach der Vorrunde aus.

### Zeit in Russland und Litauen
Anschließend wurde Marjanović vom russischen Spitzenklub und mehrfachen Europapokalsieger ZSKA Moskau verpflichtet, der im höchstrangigen europäischen Vereinswettbewerb EuroLeague spielt. Der stark verjüngte Kader der Moskauer unter dem serbischen Trainer Duško Vujošević scheiterte jedoch erstmals in der Geschichte dieses Wettbewerbs am Einzug in die Zwischenrunde der 16 besten Mannschaften. Marjanović wurde nach der Entlassung von Vujošević im Januar 2011 zum litauischen Rekordmeister Žalgiris Kaunas ausgeliehen, der jedoch über diese Zwischenrunde auch nicht mehr hinauskam. Mit der litauischen Mannschaft verpasste er zudem auch die Play-offs der länderübergreifenden VTB United League, doch feierte er mit den Siegen in der Baltic Basketball League sowie der nationalen LKL, als sich Žalgiris nach drei Jahren den Titel zurückholen konnte, seine ersten Titelgewinne auf Vereinsebene bei den Herren.
Bei der EM-Endrunde 2011 kehrte Marjanović zwar in die serbische Herrenauswahl zurück, kam aber nur auf zwei Kurzeinsätze, als der vormalige Vize-Europameister und WM-Vierte nach vier Vorrundensiegen nur knapp das Viertelfinale erreichte. Nach drei weiteren Niederlagen verpasste die serbische Auswahl auf dem achten Platz die Qualifikation für das olympische Basketballturnier 2012. Marjanović kehrte nach Russland zurück und spielte in der Saison 2011/12 zunächst für den Klub aus Nischni Nowgorod.

### Rückkehr nach Serbien
Nachdem seine Entwicklung auch in Nischni Nowgorod gestockt hatte, wechselte er im Januar 2012 nach Serbien zurück und spielte in Kragujevac für KK Radnički. Für diesen Verein hatte Marjanović auf Basis einer Ausleihe von Hemofarm bereits 2007 vor der Junioren-WM kurzzeitig gespielt, als dieser noch in Vršac ansässig war und als Swisslion firmierte. Mit diesem Verein erreichte er in der Saison 2011/12 in der ABA-Liga noch einen achten Platz.
In der Saison 2012/13 spielte Marjanović in der serbischen Hauptstadt Belgrad für den Verein Mega Vizura. Nach dem zweiten Platz in der Vorrunde der KLS erreichte die Mannschaft in der Hauptrunde mit den international antretenden Mannschaften erstmals die Play-offs um die Meisterschaft, in denen man im Halbfinale dem Lokalrivalen Roter Stern unterlegen war.

### Entwicklung zum europäischen Spitzenspieler bei Roter Stern Belgrad

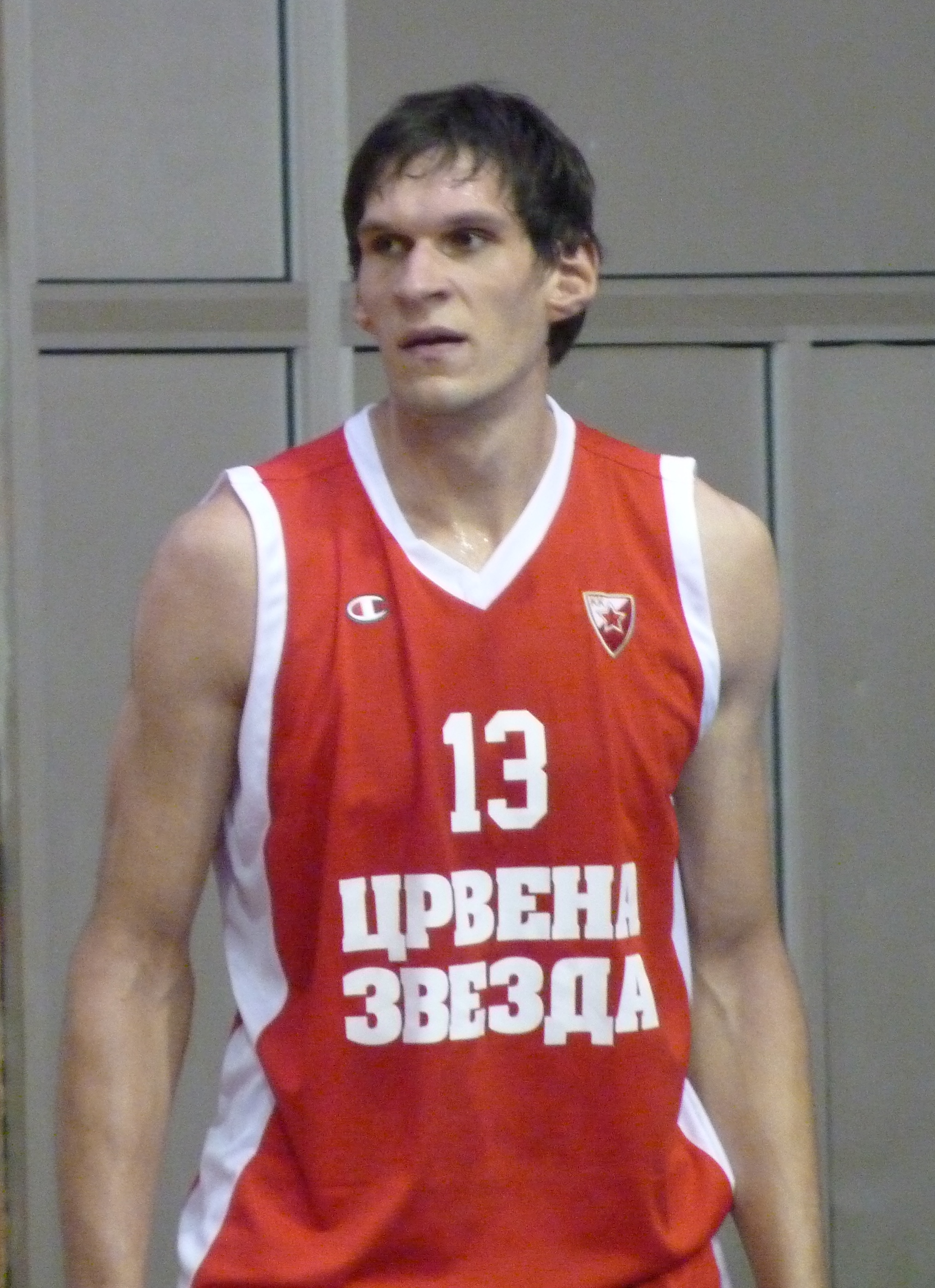
Marjanović bei Roter Stern Belgrad (2013)

Marjanović, der als MVP der KLS-Saison 2012/13 ausgezeichnet wurde, wechselte anschließend zu Roter Stern. In der folgenden Saison 2013/14 unterlag die Mannschaft in der Play-off-Finalserie zunächst noch ein weiteres Mal dem Serienmeister KK Partizan, doch gewann man bereits den nationalen Pokalwettbewerb und die Hauptrunde der ABA-Liga 2013/14.
In der Saison 2014/15 beendete Roter Stern schließlich die 13-jährige Dominanz von Partizan in der jugoslawisch-serbischen Meisterschaft und errang neben dem nationalen Double auch den Titel in der ABA-Liga. Marjanović wurde zum dritten Mal in Folge als wertvollster Spieler der serbischen Hauptrunde ausgezeichnet sowie unter die besten fünf Spieler der ABA-Liga-Saison gewählt und als bester Spieler der Finalspiele ausgezeichnet. Nachdem Roter Stern in der EuroLeague-Saison 2013/14 noch knapp am Einzug in die Zwischenrunde gescheitert war und im Eurocup zumindest das Halbfinale erreicht hatte, zog Roter Stern in der EuroLeague-Runde 2014/15 unter anderem dank der Leistungen von Marjanović erstmals in die Zwischenrunde der 16 besten europäischen Mannschaften ein. Zwar scheiterte die Mannschaft hier nach nur vier Siegen in 14 Zwischenrundenspielen am Einzug in die Play-offs, doch Marjanović hatte mit 16 Double-doubles und 256 Rebounds in einer Saison einen neuen Rekord in diesem Wettbewerb aufgestellt. Obwohl Roter Stern die Play-offs verpasst hatte, empfahl sich Marjanović mit einem Double-double im Durchschnitt pro Spiel damit für das „All-Euroleague First Team“ der besten fünf Spieler dieses Wettbewerbs in jener Saison. Nachdem die Jahre in Russland die Karriere von Marjanović vermeintlich zum Stillstand gebracht hatten, wurden seine Leistungen in jener Euroleague-Saison als Durchbruch in seiner persönlichen Karriere angesehen, mit denen er sich auch noch mit 27 Jahren für die nordamerikanische NBA empfahl.

### NBA

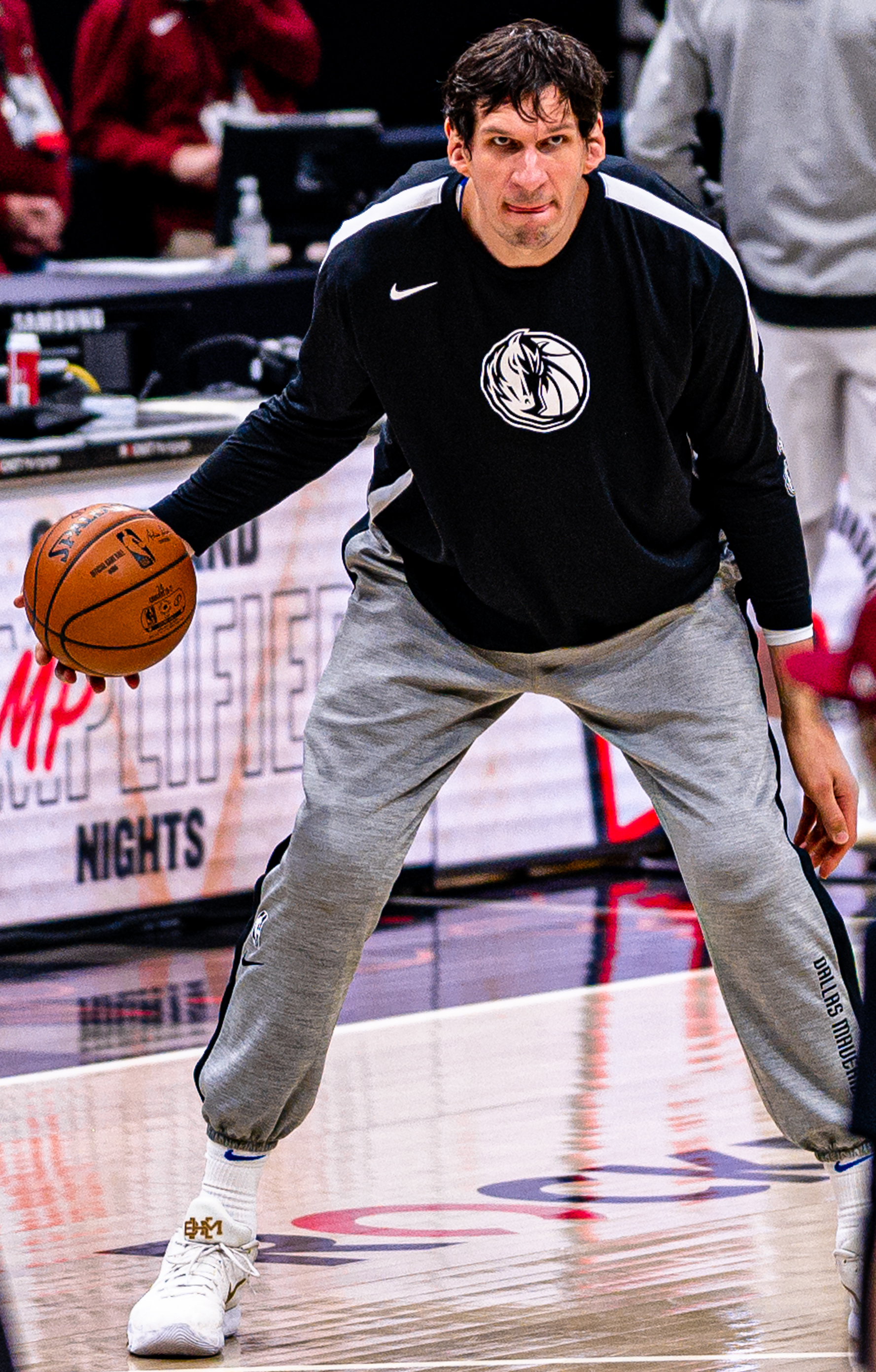
Marjanović bei den Dallas Mavericks (2021)

Im Vorfeld der NBA-Saison 2015/16 wurde Marjanović von den San Antonio Spurs unter Vertrag genommen, die den NBA-Rookie im Dezember 2015 und März 2016 auch zwischenzeitlich zu ihrem Farmteam Austin Spurs in der NBA D-League abstellten. Marjanović galt in der Spielzeit 2015/16 mit 224 cm als größter NBA-Spieler, da Sim Bhullar nur in der NBA Development League (D-League) zum Einsatz kam. Obwohl er meist geringe Spielanteile bekam, wurde der häufig zu Späßen aufgelegte Marjanović wegen seiner imposanten Erscheinung, seines freundlichen Wesen und seiner umgänglichen Art ein Publikumsliebling. Später wurden aber auch zusehends seine sportlichen Leistungen anerkannt.
Mit der serbischen Nationalmannschaft zog er bei der Europameisterschaft 2017 ins Endspiel ein, das gegen Slowenien verloren wurde. Mit einem Schnitt von 12,4 Punkten je Turnierspiel war Marjanović zweitbester Korbschütze der Serben.
In der Saison 2018/19 kam Marjanović als Spieler der Los Angeles Clippers und dann der Philadelphia 76ers erstmals auf eine im Durchschnitt zweistellige Einsatzzeit in der NBA. In Philadelphia erreichte er mit 8,2 Punkten je Begegnung seinen Höchstwert in der NBA. Vor Beginn der Saison 2019/20 verpflichten ihn die Dallas Mavericks, für die er bis 2022 spielte. Im Juni 2022 wurde Marjanović gemeinsam mit vier Mannschaftskameraden an den texanischen Rivalen Houston Rockets abgegeben. Im Gegenzug wechselte Christian Wood nach Dallas.

### Wechsel nach Istanbul
Nach neun Jahren in den Vereinigten Staaten wechselte Marjanović im September 2024 zu Fenerbahçe Istanbul. Im Dezember 2024 kam es wieder zur Trennung, als Fenerbahçe eine Ausstiegsklausel nutzte, um den Vertrag aufzuheben.
Anfang Januar 2025 wechselte er zu den Zhejiang Lions in die Volksrepublik China.

## Sonstiges
Aufnahmen seiner riesenhaften Hände und im Vergleich dazu winzig wirkende Gegenstände wurden Inhalt eines Internetphänomens, das unter dem Namen Boban Holding Things zusammengefasst wurde. Der Serbe wirkte im Film John Wick: Kapitel 3 in einer Nebenrolle sowie in einer Werbung des Versicherungsunternehmen State Farm mit.

## Karriere-Statistiken

### NBA

#### Hauptrunde
| Saison  | Team           | GP  | GS | MPG  | FG % | 3P % | FT % | RPG | APG | SPG | BPG | PPG |
| ------- | -------------- | --- | -- | ---- | ---- | ---- | ---- | --- | --- | --- | --- | --- |
| 2015–16 | San Antonio    | 54  | 4  | 9.4  | .603 | —    | .763 | 3.6 | 0.4 | 0.2 | 0.4 | 5.5 |
| 2016–17 | Detroit        | 35  | 0  | 8.4  | .545 | —    | .810 | 3.7 | 0.3 | 0.2 | 0.3 | 5.5 |
| 2017–18 | Detroit        | 19  | 1  | 9.0  | .519 | —    | .800 | 3.0 | 0.7 | 0.2 | 0.3 | 6.2 |
| 2017–18 | L. A. Clippers | 20  | 0  | 8.3  | .551 | —    | .788 | 4.4 | 0.4 | 0.3 | 0.3 | 5.9 |
| 2018–19 | L. A. Clippers | 36  | 9  | 10.4 | .607 | .000 | .758 | 4.2 | 0.6 | 0.3 | 0.5 | 6.7 |
| 2018–19 | Philadelphia   | 22  | 3  | 13.9 | .625 | .500 | .722 | 5.1 | 1.5 | 0.2 | 0.5 | 8.2 |
| 2019–20 | Dallas         | 44  | 5  | 9.6  | .573 | .235 | .754 | 4.5 | 0.5 | 0.2 | 0.2 | 6.6 |
| 2020–21 | Dallas         | 33  | 3  | 8.2  | .508 | .125 | .816 | 3.9 | 0.3 | 0.1 | 0.2 | 4.7 |
| 2021–22 | Dallas         | 23  | 0  | 5.6  | .600 | .250 | .591 | 1.7 | 0.1 | 0.0 | 0.1 | 4.3 |
| 2022–23 | Houston        | 31  | 0  | 5.5  | .683 | .000 | .741 | 1.9 | 0.3 | 0.2 | 0.1 | 3.3 |
| 2023–24 | Houston        | 14  | 0  | 5.1  | .529 | .000 | .643 | 2.3 | 0.4 | 0.1 | 0.1 | 3.2 |
| Gesamt  | Gesamt         | 331 | 25 | 8.7  | .578 | .238 | .762 | 3.6 | 0.5 | 0.2 | 0.3 | 5.5 |

#### Play-offs
| Saison  | Team         | GP | GS | MPG  | FG % | 3P % | FT %  | RPG | APG | SPG | BPG | PPG  |
| ------- | ------------ | -- | -- | ---- | ---- | ---- | ----- | --- | --- | --- | --- | ---- |
| 2015–16 | San Antonio  | 7  | 0  | 6.0  | .667 | —    | .889  | 2.0 | 0.4 | 0.0 | 0.3 | 3.4  |
| 2018–19 | Philadelphia | 11 | 0  | 9.5  | .600 | .000 | .842  | 3.3 | 1.0 | 0.2 | 0.3 | 5.8  |
| 2019–20 | Dallas       | 6  | 0  | 13.7 | .567 | .000 | .778  | 5.8 | 0.8 | 0.0 | 0.3 | 6.8  |
| 2020–21 | Dallas       | 4  | 3  | 20.8 | .513 | —    | .778  | 8.0 | 1.0 | 0.0 | 0.3 | 11.3 |
| 2021–22 | Dallas       | 3  | 0  | 2.0  | .250 | —    | 1.000 | 1.0 | 0.0 | 0.3 | 0.0 | 1.3  |
| Gesamt  | Gesamt       | 31 | 3  | 10.3 | .560 | .000 | .833  | 3.9 | 0.7 | 0.1 | 0.3 | 5.8  |